# Милица Ракић
Милица Ракић (Београд, 9. јануар 1996 — Батајница, 17. април 1999) била је трогодишња девојчица из Србије, убијена касетном муницијом у току НАТО бомбардовања Савезне Републике Југославије.

## Биографија
Милица Ракић је рођена у Београду 9. јануара 1996. године. Њени родитељи су Жарко (родом из петровачког села Колунића) и Душица Ракић. Има старијег брата по имену Алекса.
Између 9 часова и 30 минута и 10 часова увече, 17. априла 1999. године, трогодишња Милица била је погођена фрагментом бомбе, налазећи се у купатилу на другом спрату своје куће и Улици Димитрија Лазаревића Раше број 8, у Батајници, предграђу Београда. Кућа је била удаљена 1 километар од некадашњег аеродрома Батајница. Батајница је била мета НАТО-а више пута у току свог напада на Југославију, који је трајао од марта до јуна 1999. Миличина смрт била је тренутна. У тренутку страдања, девојчица је седела на ноши. У нападу је било рањено 5 цивила.
Сахрањена је 19. априла на Батајничком гробљу. Истога дана, министар за информисање Милан Комненић дао је изјаву у којој приписује њену смрт  „НАТО кукавицама”.

## Наслеђе
Трогодишња девојчица једно је од 89 деце која су настрадала у току НАТО агресије. Док су српски медији веома посветили пажњу овом случају, многи западни медији уопште нису писали о њеној смрти. У последњем извештају НАТО-а о бомбардовању Југославије није се говорило о случају Милице Ракић, чак ни у категорији о „специјалним инцидентима”. Истражитељи из Хјуман рајтс воча (ХРВ) посетили су место злочина 7. августа 1999. године, оценили су штету и испитали очевице. Према ХРВ-у, касетна бомба експлодирала је поред куће у којој је Милица живела. То је било прво коришћење касетне муниције од стране НАТО-а на територији уже Србије; сви претходни случајеви њеног коришћења били су регистровани у Аутономној покрајини Косово и Метохија. Југословенски министар здравља обезбедио је ХРВ-у фотографије инцидента, које су такође укључене у књигу Бела књига НАТО злочина у Југославији, објављену од стране Парламента Југославије.

### Канонизација и фреске Милице Ракић
Случај трагичне девојчицине смрти покренуо је иницијативу у неким деловима српске јавности да Српска православна црква канонизује Милицу Ракић као свету. У манастиру Тврдош, који се налази близу града Требиње, у Републици Српској у БиХ је 2004. године рађена фреска Милице Ракић, на којој се налази опис ње као новомученице, као и у манастирској цркви манастира Тресије на Космају и у манастиру Ваведења Пресвете Богородице у Београду.
У то време, Српска православна црква је објавила да би узела у обзир канонизацију девојчице само уколико би њен култ био широко распрострањен.

### Споменици и обележја
У београдском Ташмајданском парку је 2000. године подигнут споменик посвећен деци убијеној у југословенском бомбардовању НАТО-а. На мермерном блоку, чије чело заузима бронзана статуа мале Милице Ракић, на српском и енглеском језику уклесано је: „Били смо само деца”. Споменик су поручиле новине Вечерње новости, а иницијативу су финансирали читаоци својим донацијама. Скулптура је бивала украдена два пута, 2000. и 2001. године, после чега никада није обнављана. У част погинуле Милице је 2014. године у Батајници подигнута спомен - чесма. Следеће године је у Ташмајданском парку нова скулптура Милице Ракић заменила је стару, украдену. У Батајници је такође подигнут и парк Мала Милица Ракић, у њено сећање. Парк је значајно реновиран 2017. године, што је финансирало српско Министарство одбране. Биста није била на свом месту ни 18. фебруара 2022., али је пронађена и биће враћена на своје место.